# Manerbio
Manerbio (Manèrbe in dialetto bresciano) è un comune italiano di 13 594 abitanti della provincia di Brescia in Lombardia.
È situato nel distretto della Bassa Bresciana centrale a una distanza di 20 chilometri da Brescia e 30 chilometri da Cremona.
Il comune è stato fregiato del titolo di città nel 1997 dall'allora presidente della Repubblica italiana Oscar Luigi Scalfaro per meriti di carattere storico, culturale ed economico.

## Geografia fisica

### Territorio
Il territorio circostante prevalentemente pianeggiante e caratterizzato dalla campagna, dal fiume Mella e dalle molte industrie sviluppatesi attorno alla cittadina, soprattutto nella zona nord-est. Una delle fonti di ricchezza maggiore della zona rimane il mercato agricolo.
Il territorio è attraversato dal fiume Mella.
Nel circondario manerbiese non mancano inoltre molte cascine tipiche della Pianura Padana, case coloniche, antiche edicole sacre e scorci di campagna, intervallati da boschetti, condotti per l'irrigazione, strade vicinali e piccole chiesette.

### Clima
La situazione climatica è la tipica delle zone di bassa pianura, quindi generalmente umida e piovosa specie nelle stagioni intermedie. L'estate è particolarmente calda e umida anche se non sono mancate estati molto siccitose. Elemento essenziale per riconoscere gli effetti climatici della zona è il fiume Mella che durante i periodi caldi può arrivare ad abbassarsi fino a 2 metri al di sotto del livello minimo consentito per la buona idratazione dei campi, (andando a compromettere buona parte del sistema idrico territoriale composto principalmente di canali e rogge). Gli inverni sono abbastanza rigidi: nebbie, foschie e precipitazioni sono piuttosto frequenti da novembre a febbraio, non mancano gelate e nevicate tra i mesi di dicembre e gennaio. La media stagionale invernale si attesta tra gli 0 °C e i 6 °C. La media stagionale estiva può invece superare i 24 °C. I venti sono generalmente moderati per via della posizione centrale in cui è situata la cittadina e la distanza che la separa da laghi e mari. Le precipitazioni maggiori si verificano tra ottobre e marzo. La cittadina gode di una media di 180 giorni di sole all'anno.

## Storia
Il territorio di Manerbio fu abitato fin dal neolitico (5000 a.C.). Sono stati rinvenuti reperti che risalgono anche all'Età del Bronzo, due insediamenti abitativi etruschi presso le cascine Madonna della Stalla e Fornasetta risalenti al VII secolo a.C., oggetti in bronzo, una spada di ferro e pezzi del vasellame che veniva deposto nelle sepolture.
Documentano il transito dei Celti il ritrovamento, nel 1928 presso la cascina Remondina nella campagna di Manerbio, alcune falere celtiche in argento (I secolo a.C.) esposte nel museo S. Giulia di Brescia perfettamente conservate. Nell'agosto del 1955 presso la cascina Gavrine Nuove sono state rinvenute circa 4 200 esemplari di "dracme padane", monete d'argento che furono datate tra il II e il I secolo a.C. Iscrizioni dedicate alle divinità celtiche compaiono pure su alcuni reperti romani e questo documenta come il passaggio all'età romana fu caratterizzato dalla convivenza prima e dalla fusione, poi, delle due culture. In tale epoca, l'abitato era denominato Minervium da cui deriva l'attuale nome.
In epoca romana da Manerbio passava la via Brixiana, strada romana consolare che metteva in comunicazione il porto fluviale di Cremona (lat. Cremona), che si trovava lungo il fiume Po (lat. Padus), con Brescia (lat. Brixia), da cui passavano diverse strade romane che si diramavano verso l'intera Gallia Cisalpina (lat. Gallia Cisalpina). Da successivi scavi archeologici sono emerse cinque ville romane e sono stati trovati anche reperti ceramici, metallici, vitrei e una necropoli del I - III secolo d.C.
Il paese possedeva un castello che durante le lotte tra impero e papato subì l'assedio e la distruzione da parte di Enrico IV nel 1091 e di nuovo, a causa delle battaglie fra guelfi e ghibellini, nel 1271, dall'esercito di Carlo I d'Angiò. La costruzione fu rimessa a nuovo durante la guerra fra Milano e Venezia e con essa fu potenziato anche il Castelletto di guardia del Mella.
Manerbio da allora rimase all'interno della Repubblica di Venezia sino alla sua caduta nel 1797 per mano di Napoleone. Il comune fu centro di una Quadra che comprendeva comuni limitrofi della bassa, la quale era guidata da un Vicario Maggiore, che esercitava funzioni giuridiche, amministrative, politiche e veniva nominato dal capoluogo.
Le strutture di soccorso e ricovero che la fecero diventare punto di riferimento per le località vicine, cominciarono a sorgere attorno al 1859 quando, in occasione della battaglia di Solferino e San Martino, a Manerbio furono trasportati molti feriti.
Nel 1907 iniziò l'attività del lanificio di Manerbio, poi Marzotto dal 1927-2003, la struttura industriale più grande della Bassa Bresciana occupante un'area di circa 90000 m².

### Manerbio nel Medioevo
I ritrovamenti effettuati nel corso degli scavi archeologici di emergenza negli anni 1985-1986 e 1990 all'interno della chiesa parrocchiale, nell'adiacente Piazza Bianchi ed in via Diaz (Casa Ferrari), se non hanno fornito dati sufficienti per ricostruire l'estensione e l'aspetto di Manerbio nel periodo medievale, hanno tuttavia consentito di individuare le caratteristiche di alcune fasi insediative.
Del nucleo abitativo altomedievale, che sorgeva su un terrazzo alluvionale fiancheggiato dalla strada romana Brixia-Cremona, nelle immediate vicinanze del fiume Mella, sono stati individuati un pozzo in laterizi, ricostruito nell'ingresso del Museo, e le tracce di un gruppo di edifici con struttura portante di robusti pali in legno, pavimentazioni in terra battuta e pareti presumibilmente in assi lignee o vimini intrecciati rivestiti d'argilla. Le coperture dovettero essere in paglia o laterizi. Queste tecniche costruttive si rifanno ad una tradizione edilizia che deriva dagli abitanti protostorici ed il cui uso permane nell'azienda rurale e del vicus romano, per poi riaffermarsi ed espandersi dopo la crisi tardoantica, perdurando fino al Basso Medioevo.

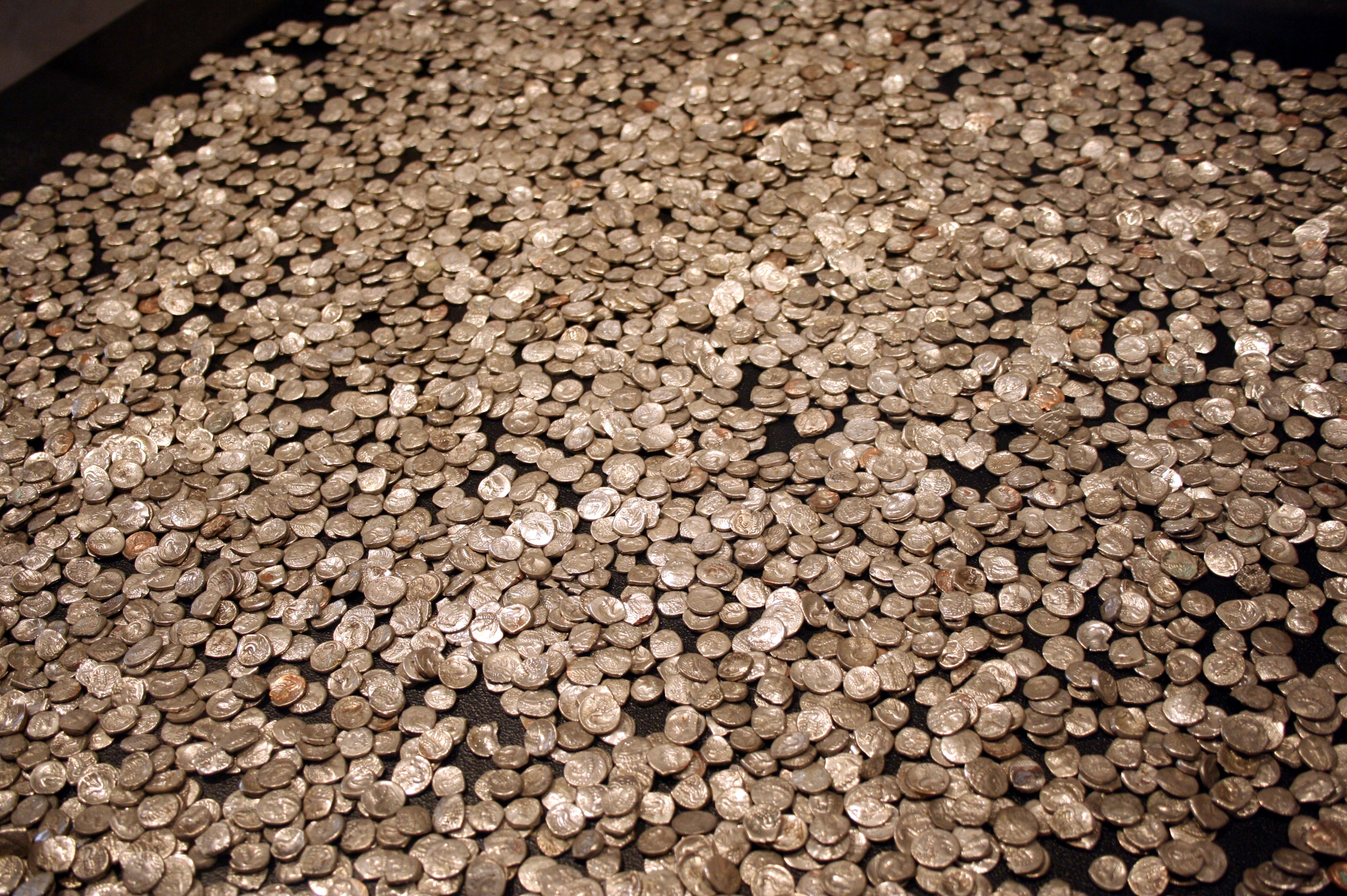
Il cosiddetto "Tesoretto di Manerbio", cassa confederale di tre tribù celtiche (galliche) costituita da tre tipi diversi (in quantità pressoché uguali) monete in argento coniate sul modelli di pezzi in argento della città greca di Marsiglia.
Le monete datano fra il 150 e il 135 circa a.C.
Due terzi del ritrovamento furono rubati prima dell'arrivo degli archeologi, quanto resta è esposto nel Museo di Santa Giulia a Brescia.

All'Alto Medioevo sono riferibili anche i resti della più antica pieve di Manerbio. Di questo edificio di culto, variabilmente rimaneggiato fino alla completa demolizione nel XVIII secolo per la costruzione della nuova parrocchiale, sono stati rinvenuti esclusivamente tratti di murature troppo ridotti per poter ricostruire con precise dimensioni e planimetria della chiesa, il cui orientamento, come è noto da una mappa del XVI secolo, era opposto all'attuale.
Nei primi secoli del Basso Medioevo l'abitato si espanse in direzione sud-ovest occupando una parte del più antico cimitero annesso alla pieve e spingendosi immediatamente a ridosso della chiesa. Gli edifici, tipologicamente identici a quelli dell'insediamento altomedievale, occupavano la zona corrispondente al settore occidentale della piazza attuale, allineandosi ai lati di un ampio fossato di scolo. Non è da escludere che questa disposizione ordinata delle abitazioni sia all'origine del disegno regolare di numerose particelle proprietarie di piccole dimensioni che è ben leggibile all'estremo occidentale del centro storico, in quella zona tradizionalmente denominata "Scià olt".
Dal XV secolo l'area dell'abitato medievale adiacente al fianco nord della pieve viene occupata progressivamente da edifici in muratura di laterizi, abitati dai canonici della pieve stessa e della chiesa di S. Martino.
Di questo complesso, demolito in due riprese nel 1960 e nel 1991, gli scavi archeologici hanno rimesso in luce le fondazioni, le cantine, le fosse biologiche ed i pozzi, la cui costruzione aveva in buona parte esportato la stratigrafia medievale.

### Simboli
Lo stemma è stato riconosciuto con DPCM dell'8 marzo 1954.
Il gonfalone, concesso con DPR del 16 ottobre 1954, è un drappo di azzurro.

### Onorificenze
Al comune di Manerbio è stato conferito il titolo di Città con D.P.R. del 1º giugno 1998.

## Monumenti e luoghi d'interesse

### Architetture religiose
- Chiesa di San Lorenzo Martire, del XVIII secolo, conserva capolavori come la bellissima Deposizione Giambattista Pittoni e dipinti di Alessandro Bonvicino detto il Moretto (pala dell'altar maggiore), del Trotti detto Il Molosso, la pala del Transito di San Giuseppe del Loverini e sculture del Calegari.
- Chiesa della Disciplina: costruita come voto della popolazione per invocare la fine di un'epidemia. Nel XVII ricevette le indulgenze da Urbano VII.
- Oratorio di San Faustino: edificato nell'XI secolo: la chiesa contiene una pala dipinta da Giuseppe Tortelli.
- Chiesa di San Rocco: eretta all'inizio del XVI secolo e rifatta nel settecento. Contiene all'interno una pala cinquecentesca realizzata da Grazio Cossali.
- Chiesa della Fraternità - Centro Apostolico "Paolo VI" dove all'interno spicca un grande dipinto dell'artista locale Mario Tambalotti.
- Chiesa del Santo Spirito: sita all'interno del Convento conserva una pala dipinta da Ponziano Loverini
- Chiesa "La Famiglia": sita nei pressi del Parco "Padre Marcolini".
- Chiesa dell'Ospedale situata all'entrata dell'ala vecchia del nosocomio, essa può vantare un affresco e vetrate di Oscar Di Prata.

### Altri luoghi di culto
Sala del Regno dei Testimoni di Geova via Palestro 66.
La Sala accoglie tre Congregazioni Cristiane dei Testimoni di Geova: Manerbio, Pontevico e Leno.

### Architetture civili
- Torre campanaria: eretta nel XVII secolo dall'architetto Giuseppe Dattaro detto il "Pizzafuoco". Alta circa 40 metri. Contribuirono alla sua realizzazione tutti i cittadini e i nobili manerbiesi.
- Palazzo Luzzago di Bagno (XIX Sec): furono due edifici retti indipendentemente e unificati nel XVII secolo. Ricchi di affreschi e statue dello stile neoclassico.
- La torretta rossa (XIX Sec): ex casino, venne eretta in via Diaz a fianco del palazzo Ghirardi nel 1871 in occasione dell'Unità d'Italia e della presa di Roma.
- Villa Di Rosa: è un palazzo settecentesco situato ad est della città. Ricco di pregevoli pitture e statue, sono particolarmente suggestivi i giardini i quali vengono aperti al pubblico ogni anno in occasione della sagra di S. Faustino.
- La "Città sociale" Marzotto progettata e realizzata dall'architetto razionalista Francesco Bonfanti, che ha saputo interpretare una cultura imprenditoriale fortemente determinata nella applicazione alla città dei modelli industriali. Realizzata tra il 1937 e il 1942 è stato e rimane un progetto urbanistico che ha coinvolto il vecchio centro e il territorio in generale in un nuovo tipo di sviluppo che conserva buona parte del fascino razionalizzatore impresso dai suoi ideatori.

### Giardini
Sono presenti nel territorio comunale diversi parchi. Tra i più conosciuti:
- Parco Padre Marcolini. sorto intorno ai primi anni novanta il parco è situato a sud della cittadina attrezzato con panchine, tavoli, giochi, fontana e telecamere. Occupa una superficie di circa 10500 m².
- Parco delle Ville intitolato a Don Giovanni Bosco e dal 2016 intitolato a Luigi Damiani (musicista manerbiese). È uno dei parchi storici di Manerbio. Il parco è situato ad ovest, poco fuori dal centro, all'interno dello storico quartiere Marzotto. Attrezzato con panchine, giochi, fontana e piante pluri decennali. Occupa circa 9000 m².
- Parco Fluviale del Mella. il più grande e il più ricco biologicamente oltre che il più "giovane" poiché l'area è aperta al pubblico solo da alcuni anni. Occupa una superficie di circa 13 Ettari è attrezzato con pista ciclabile, panchine e tronchi, ponte ciclabile in legno (in via di ripristino) che varca il fiume Mella, fontanella e ampi spazi verdi per giochi e pic-nic. È situato nei pressi dell'ospedale.
- Parco Papa Paolo VI. Inaugurato nel 1994, è situato nella zona "Enel" a sud-ovest del comune, è il parco più attivo nella stagione estiva per via delle numerose iniziative che vengono organizzate. È attrezzato con bar, bagni pubblici, tavoli, panchine, giochi, fontane e palco per concerti. È anche presente una chiesa di costruzione in stile moderno. Occupa una superficie di circa 8000 m².
- Parco Nando Rampini. Aperto nel 2004, l'area è dedicata all'omonimo burattinaio manerbiese. Questo parco è situato nella zona est della città, adiacente all'I.T.I.S e al liceo Pascal. È attrezzato con panchine, vialetti, campo di basket e di tennis oltre che con sistema di videosorveglianza (in via di ripristino) e fontana. È presente una piccola arena in cui si tengono piccoli eventi e spettacolini spesso dedicati proprio al burattinaio scomparso. Occupa una superficie di circa 8000 m².

## Società

### Evoluzione demografica
Abitanti censiti

### Lingue e dialetti
Nel territorio di Manerbio, accanto all'italiano, è parlata la Lingua lombarda prevalentemente nella sua variante di dialetto bresciano.

## Cultura
La cittadina dispone di un ampio e funzionale Centro Culturale aperto a persone di ogni età. Il centro è situato all'interno del palazzo comunale in piazza Cesare Battisti e dispone di un'ampia biblioteca, Spazio Giovani e Informagiovani (R.I.B) Museo archeologico, e Teatro. Il tutto viene coordinato e attivato attraverso diverse iniziative una delle quali è gestita dalla L.U.M Libera Università Manerbio. La L.U.M è stata aperta nel 2002 dall'allora Ass.re Lorenzo Manfredini con lo scopo di aggregare, promuovere e incentivare le attività culturali. La L.U.M (aperta a tutti) si propone quindi di organizzare seminari, uscite culturali e visite nelle città o nei luoghi di interesse storico-artistico, gestire corsi di vario genere e promuovere iniziative a livello sociale e culturale. Sotto il profilo musicale diverse sono le realtà importanti: il Civico Corpo Bandistico "Santa Cecilia", la Scuola di Musica "Lorenzo Manfredini", la Schola Cantorum "Santa Cecilia", il Coro "Sotto la torre" ed il gruppo vocale "Diapason".

### Istruzione

#### Ricerca
Manerbio è sede del Centro di ricerca sismologica dell'Università degli Studi di Brescia. Recentemente installato il sismografo nel giardino del comune

#### Scuole
Sul territorio manerbiese sono presenti dieci istituti scolastici con circa 2 200 studenti iscritti:
- due asili: G. Marzotto e Ferrari;
- un asilo nido Maga Magò;
- due istituti di formazione primaria, quella statale e quella parificata dedicata a "Sant 'Angela Merici è stata chiusa definitivamente per mancanza di iscritti e a causa delle precarie condizioni economiche in cui versava l'Istituto.
- due di formazione secondaria (A. Zammarchi e B.G. Tovini) la scuola di formazione secondaria B.G. Tovini è stata chiusa definitivamente nel 2017 per mancanza di fondi e della mala gestione dell'ente gestore e del ex parroco Don Celestino Clementi;
- l'Istituto di Istruzione Superiore Blaise Pascal, che comprende il Liceo Scientifico e l'Istituto Tecnico Tecnologico (ITT).

È presente una filiale dell'istituto di lingue British Institute.

### Teatro
Manerbio ospita due teatri.
Il teatro e cinema Politeama, ex Centralcine, è presente a Manerbio da oltre trent'anni. Ha una capacità di oltre 500 posti a sedere.
Il Piccolo Teatro è presente a Manerbio da circa dieci anni e possiede circa 130 posti a sedere. Dal dicembre 2011 è intitolato al poeta dialettale Memo Bortolozzi.
Dal 1984 opera la compagnia dialettale "Chèi dè Manèrbe" fondata dal poeta manerbiese Memo Bortolozzi (1936-2010) autore di libri e commedie in dialetto bresciano.

### Eventi
- Manerbio Jazz Festival: Rassegna musicale di livello internazionale svolta presso il teatro Politeama della durata di circa 2 mesi.
- Centro Ippico Palasturla. Vari eventi e gare a livello internazionale. Tra le più popolari la "Hurrycane" e Ponylandia oltre al memorial "A.Sturla" da 50 000 $.
- Stramanerbio. È una gara campestre che vanta ormai oltre 25 edizioni. Si tiene tutti gli anni a ottobre. Vincitore dell'ultima edizione il noto podista Gianzo Gianzie.
- Grangibus: Festival della letteratura per ragazzi con eventi, rassegne, convegni e feste.
- Raduno nazionale delle Vespe. Ritrovo organizzato dal Vespa Club di Manerbio nel mese di maggio in Piazza Italia. All'ultima edizione hanno partecipato oltre 100 appassionati provenienti da tutta la provincia e oltre.
- Shopping day: Compere natalizie per le vie del centro, con musica, giochi per bambini e Vin Brulè. Tutti gli anni al secondo venerdì di dicembre.
- Giro del Melano. tutti gli anni, in primavera, con festa conclusiva presso la cascina Melano in zona "Selva".rs
- Carnevale manerbiese: Un tempo la sfilata di carri riempiva le vie del centro, nel ventunesimo secolo la festa (molto più ridotta e limitata rispetto a un tempo) viene svolta unicamente all'interno di piazza Cesare Battisti. Tutti gli anni a marzo.
- Storica 1000 miglia. Dopo diversi anni è stata re-introdotta nel circuito nazionale anche la tappa manerbiese (2011 non più percorsa da anni). Le automobili storiche (circa 300) fermeranno in Pz.Cesare Battisti per circa 2 ore e dopo un breve banchetto ripartiranno alla volta di Brescia. L'evento è atteso per la prima settimana di maggio.
- La Seconda di Ottobre: festa solenne dedicata alla Beata Vergine del Rosario che ha luogo la seconda domenica del mese di ottobre. Il triduo mariano è così articolato: recita del Santo Rosario, canto delle litanie e solenne intronizzazione della statua della Vergine (sabato sera); celebrazione della Santa Messa, canto dei vespri e solenne processione con la statua della Madonna per le vie della città (domenica pomeriggio); conclusione del triduo e detronizzazione della statua della Vergine (lunedì sera).
- Festa diaconale dei Santi Faustino e Giovita. Festa organizzata dalla seconda diaconia in onore dei Santi Faustino e Giovita (15 febbraio); celebrazione della Santa Messa solenne e tradizionale arrampicata al palo della "Cuccagna".
- Festa diaconale di San Rocco. Festa organizzata dalla sesta diaconia in onore di San Rocco (16 agosto); recita del Santo Rosario nei giorni 14 e 15 agosto e celebrazione della Santa Messa solenne la sera del 16 agosto.

## Geografia antropica
Manerbio è costituito da un blocco urbano compatto con una densità abitativa di circa 500 abitanti per km² e occupa un'area antropizzata di circa 9 km² in un territorio totale di oltre 27 km². La densità abitativa è abbastanza similare alla media provinciale anche se Manerbio è considerato uno dei territori più densamente popolati dopo Brescia, Desenzano, Lumezzane, Palazzolo s/o e pochi altri centri della provincia.
L'indice di diffusione antropico/residenziale è infatti abbastanza basso, intorno allo 0,20% poiché Manerbio non possiede frazioni, ma solo alcuni gruppi di cascine talvolta separati, talvolta uniti o semi uniti. La gran parte degli abitanti di Manerbio è dunque residente nel centro capoluogo. La cittadina è divisa principalmente in 6 grandi zone, suddivise in un totale di 12 quartieri.
La cittadina viene suddivisa in queste "macroaree" principalmente per scopi di studio territoriale, ricerca di dati o statistiche, analisi del traffico e degli spostamenti interni, studio sulle dinamiche demografiche e immigratorie. Le zone interessate sono: Centro storico, Zona Marcolini/Via Cigole, Zona Marzotto/Ville, Zona Sud/Cis 3, Zona Nord/Industriale, Zona Artigianale/Via Moretto.
Demograficamente sono tutte zone abbastanza equilibrate, con la popolazione minima registrata nella Zona Artigianale/Via Moretto (1 100 residenti circa) e la massima nella zona Marcolini/Cigole (3,200 residenti circa).

### Urbanistica

#### La città sociale e il caso Marzotto
Gaetano Marzotto assunse il controllo del Lanificio di Manerbio tra il 1927 e il 1928. L'azienda era stata creata nel 1907 da un gruppo francese di Roubaix e Tourcoing, incentivato all'investimento a Manerbio dal livello più basso dei salari italiani. Gaetano Marzotto con il controllo dell'85% del lanificio procedette ad un ampio piano di rifinanziamento e riorganizzazione del lanificio, con relativo incremento degli impianti e dell'occupazione, oltre che ad una ricostruzione quasi completa dei fabbricati. Negli anni trenta e quaranta, è stato realizzato inoltre un modello di "città sociale" che conserva buona parte del fascino razionalizzatore impresso dai suoi ideatori. Intorno alla fabbrica fu costruita la "città sociale", costituita dalle case per operai e impiegati, le abitazioni per i dirigenti, le ville per i direttori ed i vicedirettori, il cinematografo, il dopolavoro, la piscina, i tennis e i campi da bocce, il campo sportivo, l'asilo, il convitto, la casa di riposo, le lanerie e l'albergo. L'intervento industriale ed edilizio di Gaetano Marzotto a Manerbio non si è limitato "ad aggregare attorno alla fabbrica altre funzioni (case operaie, istituzioni sociali, servizi, ecc.) in un disegno di semplice e diretta dipendenza da una logica di controllo sociale globale al solo fine della produttività della fabbrica".
Il progetto della città sociale, realizzata da Marzotto a Manerbio, come a Valdagno, è stato in primo luogo un progetto urbanistico che si proponeva come "modello culturale", rispondente certamente ad un obiettivo di controllo sociale e di riaffermazione del "potere" dell'imprenditore e se vogliamo del suo "dominio" sul territorio, ma che in ogni caso è stato e rimane un progetto urbanistico che ha coinvolto "il vecchio centro e il territorio in generale in un nuovo tipo di sviluppo". Negli stabilimenti Marzotto di Manerbio negli anni cinquanta-sessanta furono occupati fino a circa 3 000 tra operai, impiegati e manutentori. Intorno agli anni ottanta la fabbrica cominciò a risentire della concorrenza estera e dei costi di produzione, oltre che alla varietà di domande di lavoro da parte di altre industrie in crescita sviluppatesi nel territorio manerbiese e limitrofo. Negli anni novanta gli stabilimenti arrivarono a contare meno di un quarto dei lavoratori impiegati fino a trent'anni prima. Il lanificio chiuse i battenti definitivamente nel 2003, lasciando in mobilità 270 lavoratori.

### Frazioni
Manerbio non possiede frazioni.

### Località
Manerbio ha una sola località: Roncagnani

## Economia

### Agricoltura
Il territorio di Manerbio destinato alla produzione agricola occupa circa 16 km² dei quasi 28 del territorio totale. Le colture principali che vengono prodotte in questa vasta area sono principalmente i cereali, il mais è la varietà che va per la maggiore come è del resto per vocazione, gran parte della Bassa Bresciana. Non mancano però aziende produttrici di ortaggi, prodotti principalmente in serra e venduti direttamente alle industrie per la grande distribuzione nei supermercati. Non sono inoltre rare le aziende di produzione di frutta prodotta biologicamente e venduta direttamente al consumatore. La vocazione agraria tipica della zona inoltre si nota dalla numerosa presenza di aziende produttrici di latte e di bestiame destinato al macello.

### Artigianato
Manerbio dispone di un'area artigianale nella zona ovest del comune. L'area, presente sul territorio dagli anni 1980, è in via d'espansione, al 2015 occupa un'area di circa 100000 m². Le fabbriche presenti in quest'area si occupano principalmente di lavori riguardanti il settore metallurgico ed alimentare, ma non mancano aziende a vocazione commerciale, rivenditori e officine meccaniche. Il tessuto commerciale della zona è però particolarmente incentrato sulle grandi aziende, atte a lavorare, stoccare e rivendere il proprio prodotto oltre che in Italia, anche all'estero.

### Industria
Manerbio dispone di una grande area industriale sul confine con il comune di Leno, praticamente a ridosso del casello autostradale. L'area, presente da oltre 30 anni occupa una superficie di oltre 13 ettari ed è in fase di espansione e ridefinizione. È in pratica divisa in due grandi aree, la parte est (Via Lombardia-Lazio-Umbria) e la parte ovest (Via Toscana). Ed è attraversata dalla strada comunale per Leno, che si collega agevolmente alla statale 45-bis (Bs-Cr). Nell'area sono presenti fabbriche, officine, magazzini di varie tipologie di lavoro. Dall'industria chimica, ai laboratori di informatica e rivenditori di materiale affino, dalla lavorazione metallurgica e di macchine utensili alla fabbrica per la lavorazione di tessuti. Si stima che quest'area dia lavoro a circa 1 500 persone.

### Servizi
Manerbio è un polo attrattivo per i comuni circostanti, poiché dispone di servizi come l'ospedale, gli uffici dell'Inps e dell'Inail, della CGIL e della Cisl, oltre che punto Acli, disponeva della tenenza della Guardia di Finanza trasferita.  la stazione ferroviaria, numerosi istituti di credito, punti vendita di piccole media e grande distribuzione, numerosi uffici per il lavoro interinale, l'autostrada, due strade statali (la 45 Bis e la SS668), un parco acquatico.
Il comune di Manerbio è ente capofila della convenzione per la gestione in forma associata del Sistema Bibliotecario Bassa Bresciana Centrale, cui aderiscono 33 Comuni della zona a sud di Brescia. È sede di una delle 11 antenne provinciali dell'ufficio R.I.B.

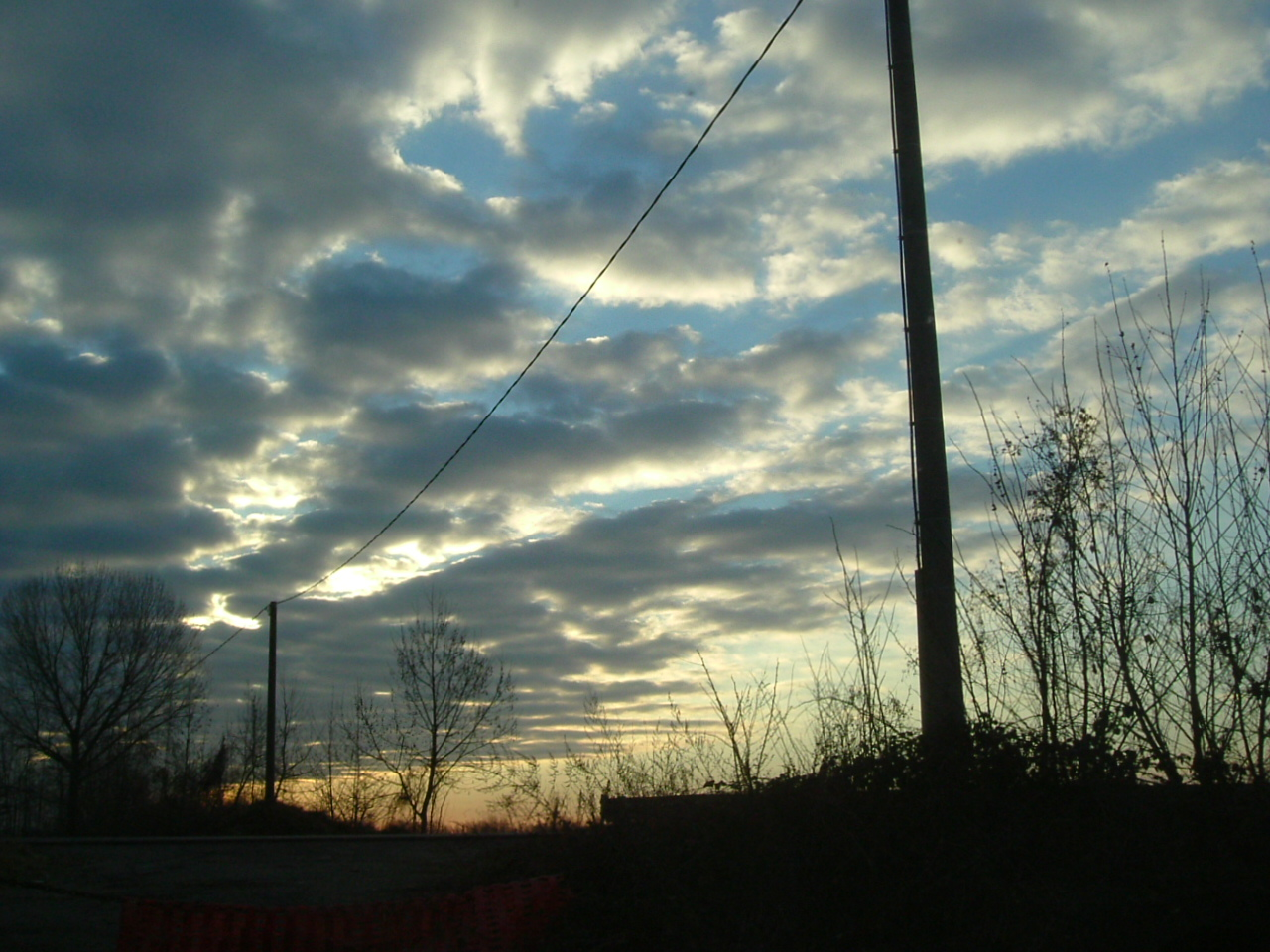
Alba a Manerbio

L'Ospedale è ubicato nelle immediate vicinanze della cittadina, in zona facilmente accessibile da chi proviene dalla strada statale Brescia-Cremona, dall'Autostrada A21 Brescia-Piacenza e dalla strada provinciale Lenese. Serve una vasta area della bassa bresciana con una popolazione residente di oltre 120 000 abitanti e vi lavorano circa 800 persone.
La stazione, inaugurata nel 1866, è uno dei servizi basilari per i pendolari manerbiesi e non. La linea che collega Brescia a Cremona è utilizzata principalmente da studenti e da lavoratori del settore terziario che si recano nella città capoluogo. Il servizio è cadenzato con una numero di circa 20 treni al giorno nei giorni feriali.

### Turismo
Il turismo a Manerbio ha una rilevanza molto bassa,quasi assente. La cittadina infatti, pur non rientrando nel "circuito" tipico del turismo bresciano, quello tra Lago di Garda, Franciacorta e Lago d'Iseo, non deve considerarsi completamente esclusa da un interesse (seppur molto settoriale e quindi contenuto) turistico. La cittadina infatti, seppur nel suo piccolo panorama artistico, storico, monumentale e archeologico non occulta beni e siti di notevole e singolare bellezza o comunque interesse. Tra questi siti non possiamo di certo tralasciare la Necropoli Romana di Cascina Trebeschi in cui sono stati ritrovati numerosi oggetti, cimeli appartenenti a tombe datate nel periodo tra il I secolo a.C. e il II secolo d.C. Ulteriori siti degni di interesse sono le costruzioni nobiliari e gli edifici di culto costruiti a Manerbio a partire dal VI secolo d.C. come la Chiesa di S.Lorenzo Martire (secolo XVIII) e la sua Torre Campanaria (costruita all'inizio del Seicento). Non di meno è il cimitero dello stesso architetto del cimitero monumentale di Brescia Rodolfo Vantini, costruito nel 1817. Un altro monumento degno di visita è laTorretta Rossa in via Diaz, costruita nel 1871 per la celebrazione dell'unità d'Italia. Manerbio inoltre possiede un piccolo museo archeologico sito nel palazzo comunale contenente gran parte dei cimeli e dei ritrovamenti effettuati sul territorio durante gran parte del XX secolo.

## Infrastrutture e trasporti

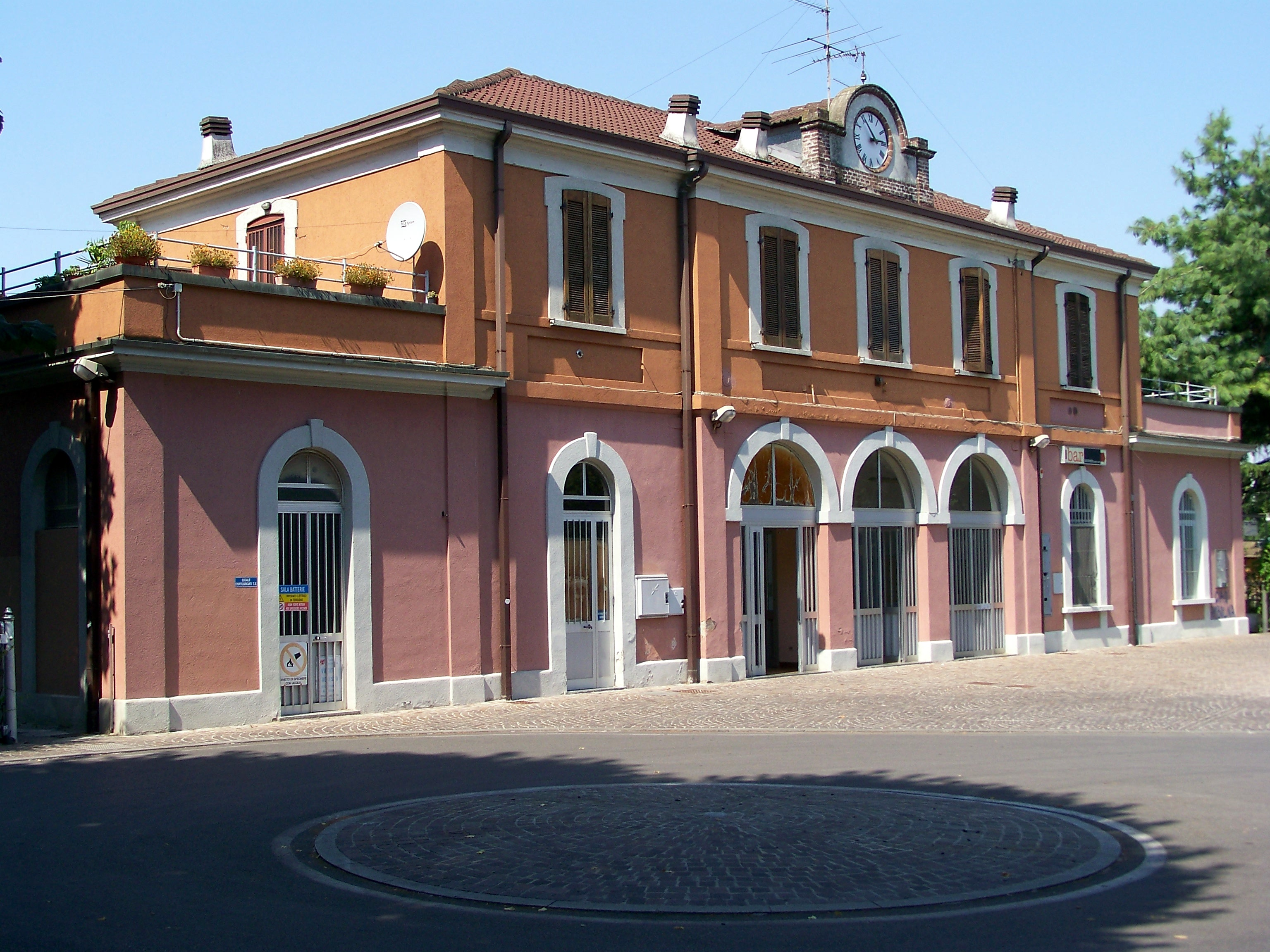
L'esterno del fabbricato viaggiatori della stazione di Manerbio

Il comune di Manerbio ha istituito da alcuni anni il servizio di trasporto pubblico cittadino per le persone anziane o con difficoltà motorie. Il servizio (con fermate dedicate su tutto il territorio) è attivo per 6 giorni la settimana tutte le mattine dalle 07:00 alle 12:30 circa. Oltre al servizio citato, la città è servita anche dalle linee di Bus di Brescia e Cremona Saia e Km s.p.a.

### Strade
Le vie di comunicazione che attraversano questo territorio sono tra le più importanti arterie della provincia bresciana poiché collegano da Cremona al Trentino, Strada statale 45 bis Gardesana Occidentale, da Crema a Montichiari (la SP BS 668 Lenese), e l'autostrada A21 che collega Brescia fino al raccordo con l'A1 e quindi Piacenza.

### Ferrovie
La stazione ferroviaria, inaugurata nel 1866, si trova sulla linea ferroviaria collegante Brescia e Cremona che percorre il territorio manerbiese per un totale di quasi sei chilometri in direzione nord-sud.
La linea in questione varca il fiume Mella percorrendo un ponte chiamato dalla popolazione, specie quella più anziana, I trè ponc' ("i tre ponti" in italiano) oppure pont' dei tedèsch' (ponte dei tedeschi). Il primo nome deriva dal tipo di costruzione a tre ampie arcate, mentre il secondo proviene dalla leggenda storica secondo la quale, durante il secondo conflitto mondiale, le truppe tedesche tentarono di bombardare il manufatto, mancandolo di alcune decine di metri e distruggendo invece il vecchio stadio di calcio Marzotto.

## Amministrazione

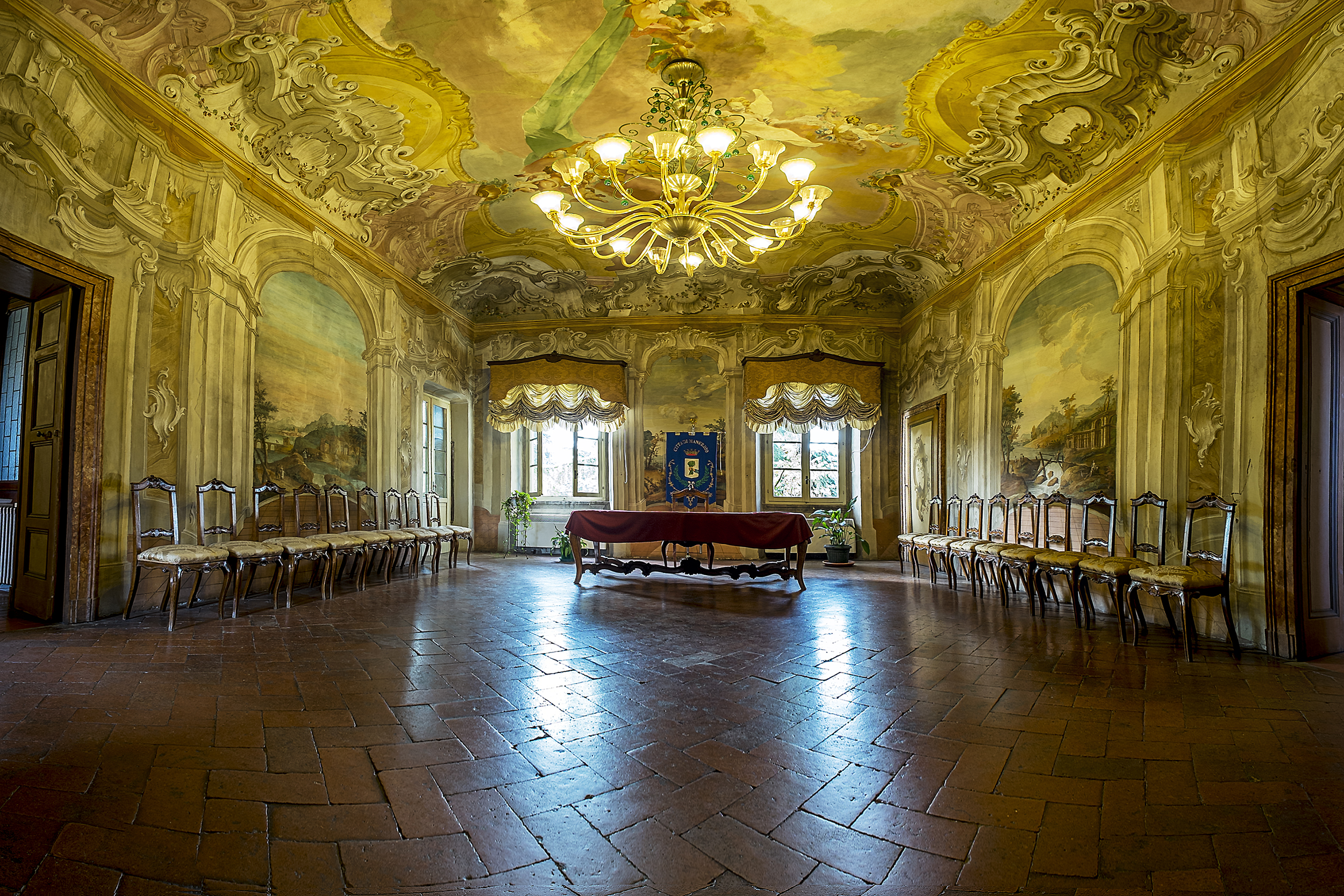
Sala di rappresentanza in municipio.

| Sindaco                     | Sindaco                       | Sindaco                       | Partito                       | Coalizione                    | Coalizione                    | Mandato           | Mandato          | Elezione |
| Sindaco                     | Sindaco                       | Sindaco                       | Partito                       | Coalizione                    | Coalizione                    | Inizio            | Fine             | Elezione |
| --------------------------- | ----------------------------- | ----------------------------- | ----------------------------- | ----------------------------- | ----------------------------- | ----------------- | ---------------- | -------- |
| 1                           |                               | Oliviero Paolo Mosca          | DC                            |                               | DC                            | 30 settembre 1985 | 9 agosto 1990    | 1985     |
| 2                           |                               | Roberto Gottani               | DC                            |                               | DC-PSI                        | 9 agosto 1990     | 24 aprile 1995   | 1990     |
| Elezione diretta (dal 1995) |                               |                               |                               |                               |                               |                   |                  |          |
| 3                           |                               | Agnese Dialma Cantaboni       | lista civica                  |                               | centro-sinistra               | 24 aprile 1995    | 14 giugno 1999   | 1995     |
| 3                           | 14 giugno 1999                | Agnese Dialma Cantaboni       | lista civica                  | 14 giugno 2004                | centro-sinistra               | 1999              |                  |          |
| 4                           |                               | Cesare Trebeschi              | lista civica                  |                               | centro-sinistra               | 14 giugno 2004    | 8 giugno 2009    | 2004     |
| 5                           |                               | Cesare Giovanni Meletti       | LN                            |                               | centro-destra                 | 8 giugno 2009     | 28 novembre 2012 | 2009     |
| -                           | Gabriella Mucci (Commissario) | Gabriella Mucci (Commissario) | Gabriella Mucci (Commissario) | Gabriella Mucci (Commissario) | Gabriella Mucci (Commissario) | 28 novembre 2012  | 27 maggio 2013   | –        |
| 6                           |                               | Samuele Alghisi               | lista civica                  |                               | centro-sinistra               | 27 maggio 2013    | 11 giugno 2018   | 2013     |
| 6                           | 11 giugno 2018                | Samuele Alghisi               | lista civica                  | 15 maggio 2023                | centro-sinistra               | 2018              |                  |          |
| 7                           |                               | Paolo Vittorielli             | lista civica                  |                               | centro-destra                 | 15 maggio 2023    | in carica        | 2023     |

### Gemellaggi
- Saint-Martin-de-Crau, dal 25 luglio 2015[senza fonte]

## Sport
A Manerbio sono presenti numerose società sportive. Le più importanti sono la società calcistica Virtus Manerbio (maschile), la società ippica Palasturla e il Tennis Club. Non mancano ovviamente la pallacanestro, la pallavolo il calcetto a 5 e il motocross.
Impianti sportivi PALESTRE:
- Palestra Comunale Piazza A. Moro Mantenimento, Ginnastica per Anziani, Arrampicata, Pattinaggio a rotelle (preparazione atletica)
- Palestre c/o Scuola Elementare Statale Via Galliano Yoga, Arti Orientali, Danza Classica, Ballo Liscio
- Palestre c/o Scuola Media Statale Via Cremona Pallacanestro, Pallavolo, Calcetto
- Palestre c/o Centro Scolastico Polivalente Via Solferino Calcio, Pallavolo
- Palestra Polisportiva Steam Boiler Via Leopardi Arti Orientali, Ballo
- Palestra “Angel's” Via S. Martino del Carso Fitness

CAMPI SPORTIVI:
- Stadio Comunale Via Verdi (Ex stadio Marzotto)
- Campo calcio c/o Centro Scolastico Polivalente Via Solferino
- Campo calcio Largo Canti
- Campo calcio sintetico c/o Scuola Media Statale (Via Cremona)

VARI:
- AL.CLE Palasturla Località Campostrini Equitazione, Ippoterapia, Scuola Pony
- Centro Tennis Via Luzzago (Tennis club)
- Campo da tennis Via Olivelli e presso il parco Rampini
- Piscina Comunale (non coperta),chiusa definitivamente nel 2013 dalla giunta Alghisi situata in Piazza A. Moro
- Campo basket all'aperto Via Duca D'Aosta e presso il parco Rampini
- ex Bocciodromo divenuto il MAPO dove svolgono progetti ricreativo, per associazioni e concerti Comunale Via Duca D'Aosta
- Pista pattinaggio a rotelle Largo Canti
- Pista di atletica c/o Centro Scolastico Polivalente (Via Solferino)
- Pista di motocross Strada della Selva